# Armillaria socialis
Armillaria socialis là một loài nấm trong họ Physalacriaceae.